# CONCACAF Beach Soccer Championship 2013
L’CONCACAF Beach Soccer Championship 2013 è la 5ª edizione di questo torneo.

## Squadre partecipanti
Di seguito le 10 squadre partecipanti.
- Canada
- Messico
- Stati Uniti
- Costa Rica
- El Salvador

- Guatemala
- Porto Rico
- Bahamas
- Giamaica
- Trinidad e Tobago

## Fase a gironi
Di seguito la fase a gironi. The subsequent schedule was released two days later.

### Girone A
| Team        | G | V | V+ | P | GF | GS | +/- | P |
| ----------- | - | - | -- | - | -- | -- | --- | - |
| Stati Uniti | 3 | 3 | 0  | 0 | 19 | 4  | +15 | 9 |
| Bahamas     | 3 | 2 | 0  | 1 | 15 | 13 | +2  | 6 |
| Guatemala   | 3 | 1 | 0  | 2 | 14 | 11 | +3  | 3 |
| Porto Rico  | 3 | 0 | 0  | 3 | 3  | 23 | -20 | 0 |

| Squadra 1   | Risultato | Squadra 2  |
| ----------- | --------- | ---------- |
| Stati Uniti | 5-2       | Guatemala  |
| Bahamas     | 9-1       | Porto Rico |
| Stati Uniti | 5-0       | Porto Rico |
| Bahamas     | 4-3       | Guatemala  |
| Guatemala   | 9-2       | Porto Rico |
| Stati Uniti | 9-2       | Bahamas    |

### Girone B
| Team              | G | V | V+ | P | GF | GS | +/- | P |
| ----------------- | - | - | -- | - | -- | -- | --- | - |
| Messico           | 2 | 2 | 0  | 0 | 19 | 1  | +18 | 6 |
| Trinidad e Tobago | 3 | 1 | 0  | 2 | 11 | 17 | -6  | 3 |
| Canada            | 3 | 1 | 0  | 2 | 8  | 20 | -12 | 3 |

| Squadra 1         | Risultato | Squadra 2         |
| ----------------- | --------- | ----------------- |
| Messico           | 10-0      | Canada            |
| Messico           | 9-1       | Trinidad e Tobago |
| Canada            | 8-5       | Trinidad e Tobago |
| Trinidad e Tobago | 5-0       | Canada            |

### Girone C
| Team        | G | V | V+ | Vr | P  | GF | GS | +/- | P |
| ----------- | - | - | -- | -- | -- | -- | -- | --- | - |
| Costa Rica  | 2 | 1 | 1  | 0  | 15 | 8  | +7 | 5   |   |
| El Salvador | 3 | 2 | 0  | 1  | 20 | 18 | +2 | 6   |   |
| Giamaica    | 3 | 0 | 0  | 3  | 9  | 18 | -9 | 0   |   |

| Squadra 1   | Risultato     | Squadra 2   |
| ----------- | ------------- | ----------- |
| El Salvador | 7-2           | Giamaica    |
| Costa Rica  | 3-3 (2-1 dcr) | Giamaica    |
| Costa Rica  | 12-2          | El Salvador |
| El Salvador | 8-4           | Giamaica    |

## Piazzamenti

### Finale 9º-10º posto
| Squadra 1 | Risultato | Squadra 2  |
| --------- | --------- | ---------- |
| Giamaica  | 6-3       | Porto Rico |

### Finale 7º-8º posto
| Squadra 1         | Risultato | Squadra 2 |
| ----------------- | --------- | --------- |
| Trinidad e Tobago | 4-3       | Canada    |

### Finale 5º-6º posto
| Squadra 1 | Risultato     | Squadra 2 |
| --------- | ------------- | --------- |
| Guatemala | 6-6 (1-0 dcr) | Bahamas   |

## Finali

### Semifinali
| Squadra 1   | Risultato     | Squadra 2  |
| ----------- | ------------- | ---------- |
| Stati Uniti | 4-3           | Costa Rica |
| El Salvador | 3-3 (1-0 dcr) | Messico    |

### Finale 3º-4º posto
| Squadra 1 | Risultato | Squadra 2  |
| --------- | --------- | ---------- |
| Messico   | 8-7       | Costa Rica |

### Finale
| Squadra 1   | Risultato | Squadra 2   |
| ----------- | --------- | ----------- |
| Stati Uniti | 5-4 dts   | El Salvador |

## Classifica Finale
Queste le posizioni nel dettaglio.
| Pos | Team              |
| --- | ----------------- |
| 1   | Stati Uniti       |
| 2   | El Salvador       |
| 3   | Messico           |
| 4   | Costa Rica        |
| 5   | Guatemala         |
| 6   | Bahamas           |
| 7   | Trinidad e Tobago |
| 8   | Canada            |
| 9   | Giamaica          |
| 10  | Porto Rico        |